# Стэнли, Ричард
Ричард Стэнли (родился 22 ноября 1966 года) — южноафриканский кинорежиссёр и сценарист. Стэнли работает и живёт в Монсегюре, Франция.

## Ранняя жизнь
Ричард Стэнли родился в Фисхуке, Южная Африка, 22 ноября 1966 года. Он происходит из рода известного журналиста и исследователя Африки сэра Генри Мортона Стэнли. Его мать Пенни Миллер — художник и антрополог, наиболее известная своей книгой «Мифы и легенды Южной Африки».
Будучи студентом университета Кейптауна, где он изучал антропологию, Стэнли работал в архивном отделе Южноафриканского музыкального колледжа, снимая племенные танцы и ритуалы посвящения.

## Карьера

### Ранняя карьера (1983—1987)
Первый опыт работы Стэнли в сфере кинопроизводства относился к старшей школе, где он присоединился к мастерской молодого кинематографиста. Здесь он снял на 8 Супер киноплёнку свой первый фильм «Обряды прохода». Десятиминутный короткометражный фильм изображает сравнения между современным человеком и первобытным человеком. В 1984 году короткометражка выиграла приз международного студенческого кинофестиваля «Трофей».
Стэнли развил свой первый успех амбициозной 45-минутной антиутопической лентой «Инциденты в расширяющейся Вселенной», которая была удостоена награды IAC Gold Seal Award.
В середине 1980-х Стэнли начал работу над ещё двумя короткометражками. Однако все рабочие материалы фильма In A Season of Soft Rains и 16 мм плёнка первой, 1985 года версии фильма Песчаный дьявол, (на создание которого режиссёра вдохновили нерасследованные убийства в Намибии) были утеряны.. Небольшой отрывок этой версии фильма вошёл в DVD фильма в 1992 году.

### Музыкальные клипы и документалистика (1987—1990)
После переезда в Лондон Стэнли начал работать над музыкальными видеоклипами в 1987 году. Он работал для групп Fields of the Nephilim, Pop Will Eat Itself, Renegade Soundwave.
В конце 1980-х годов Стэнли отправился в Афганистан для документирования войны. Стэнли и его команда стали свидетелями выхода войск Советского Союза и сползания страны в гражданскую войну, которая привела к власти талибов. В результате получился документальный фильм «Голос Луны» — тридцатиминутный взгляд на повседневную жизнь афганского народа, пытающегося выжить.

### Основной прорыв (1990—1996)
Стэнли дебютировал в художественном кино постапокалиптическим научно-фантастическим фильмом «Hardware» в 1990 году. Фильм включал камео музыкантов Игги Попа, Карла Маккоя и Лемми Килмистера. Снятый примерно за 960 000 фунтов стерлингов, фильм в конце концов был взят братьями Вайнштейн и выпущен в Соединённых Штатах через их компанию Millimeter Films. Фильм был встречен неоднозначно, получил в основном разгромную, но весьма многочисленную критику и стал предметом разбирательства по поводу авторских прав.
Стэнли обратился к своим южноафриканским корням в мистическом триллере «Песчаный дьявол», вышедшем на экраны в 1992 году. Полная режиссёрская версия была выпущена на DVD компанией Subversive Cinema в сентябре 2006.
В 1994 году он сотрудничал с группой Marillion в создании видео к их концептуальному альбому Brave. Однако потом он отрёкся от финальной версии, заявив, что видеоряд был перемонтирован без его согласия ради подгонки под длительность.

### Последующая карьера
Впоследствии выступал в качестве режиссёра-документалиста («Секретная слава» о поисках Святого Грааля офицером СС Отто Раном, «Белая тьма» о практиках вуду), а также продолжил работу в художественном кинематографе в качестве режиссёра и сценариста мистических и научно-фантастических фильмов, в том числе триллера «Остров доктора Моро» по одноимённому роману Герберта Уэллса.

## Фильмография
- Обряды прохода (1983)
- Инциденты в расширяющейся Вселенной (1985)
- В сезон мягких дождей (1986)
- Голос Луны (1990)
- Железо (1990)
- Песчаный дьявол (1992)
- Поля Нефилим: Откровения (1993)
- Храбрость[англ.] (1994)
- Остров доктора Моро (1996)
- The Secret Glory (2001)
- Бокшу, Миф (2002)
- Белая тьма (2002)
- Дети Королевства (2003)
- Море погибели (2006)
- Заброшенный (2006)
- Чёрные тюльпаны (2008)
- Имаго Мортис (2009)
- Theatre Bizarre (2011)
- L’autre Monde (2012)
- Дюна Ходоровски (2013) — как сам, участник
- Потерянная душа (2014)
- Заменитель (2017)
- Цвет из иных миров (2019)
- Винни-Пух: Кровь и мёд 3 (2026)